# Манько, Леонид Яковлевич
Леонид Яковлевич Манько (1863—1922) — украинский актёр.
Леонид Манько родился в Полтаве 17 (29) марта 1863 года. Начиная с 17 лет участвовал в выступлениях любительского театрального кружка в Полтаве, позднее сотрудничал с русской труппой Г. А. Выходцева. В 1882 году вступил в труппу, которой руководил М. Л. Кропивницкого. В 1885—1890 гг. был членом товарищества М. П. Старицкого. В 1891 году вновь вернулся в труппу Кропивницкого. Позднее работал в различных украинских труппах: Г. О. Деркача, А. З. Суслова, А. Л. Суходольского, Д. А. Гайдамака и в других.
Известен исполнением роли Гордея Поваренко в спектакле по пьесе Кропивницкого «Пока солнце взойдёт — роса очи выест», в ней раскрылся яркий комедийный талант.
Леонид Манько — автор пьес «Несчастная любовь», «Божья кара» (в соавторстве с Боярской), а также и других.